# Bulldogs de Mississippi State

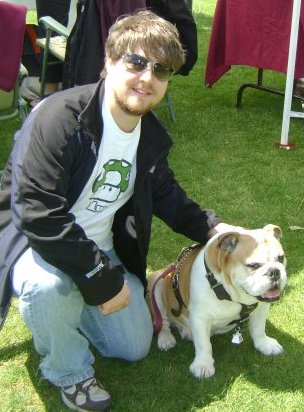
Bully XIX (Tonka) avec un étudiant sur le campus en avril 2009.

Les Bulldogs de Mississippi State (en anglais : Mississippi State Bulldogs) sont un club omnisports universitaire américain qui se réfère aux 16 équipes sportives tant féminines que  masculines représentant l'université d'État du Mississippi située à Starkville (Mississippi).
Ces équipes participent aux compétitions organisées par la National Collegiate Athletic Association au sein de sa Division I. Elles sont membres de la Division Ouest (Western) de la Southeastern Conference (SEC).
La présente page est principalement dédiée au traitement du football américain au sein de l'université.

## Sports représentés
| Hommes (6)                                  | Femmes (8)        |
| ------------------------------------------- | ----------------- |
| Athlétisme†                                 | Athlétisme†       |
| Basketball                                  | Basketball        |
| Golf                                        | Golf              |
| Tennis                                      | Tennis            |
| Football américain                          | Football (soccer) |
| Baseball                                    | Softball          |
|                                             | Cross country     |
|                                             | Volleyball        |
| † – Athlétisme en salle et/ou en plein air. |                   |

## Football américain

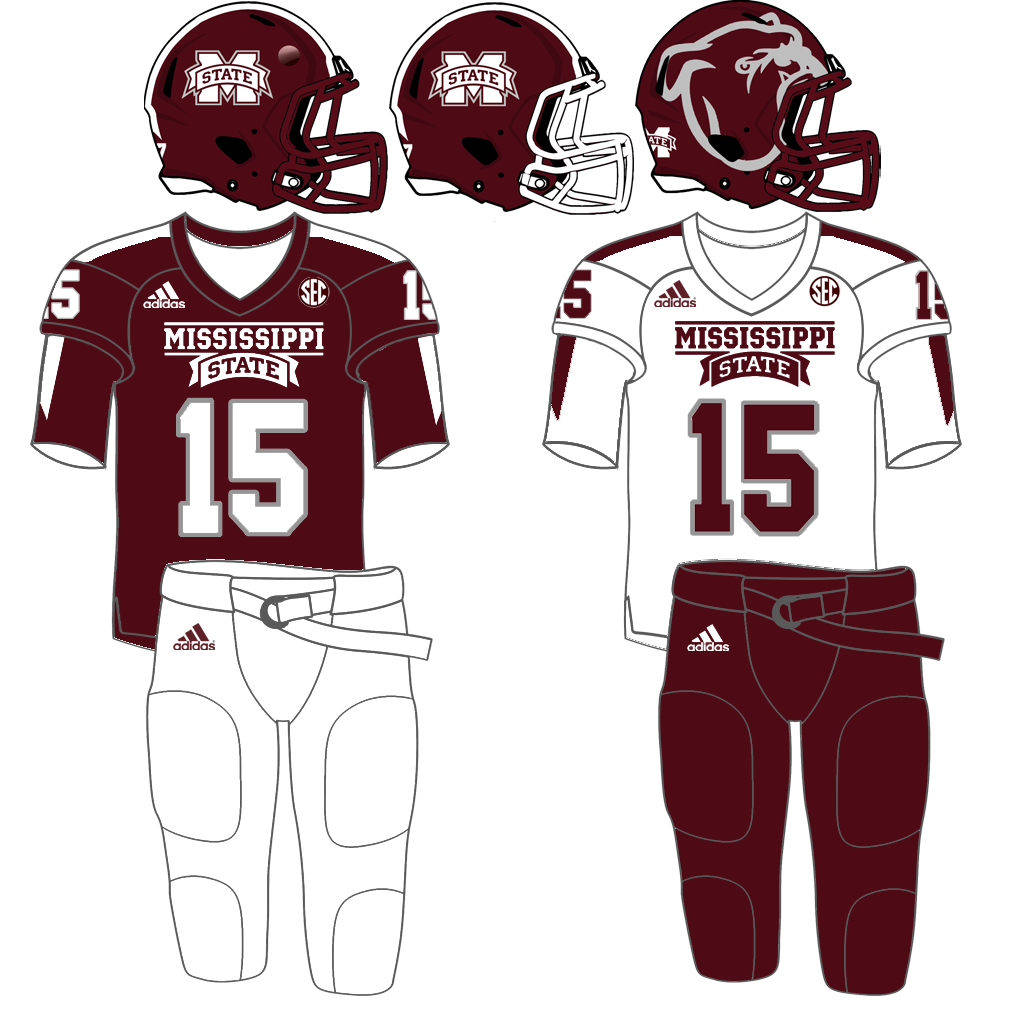
L'uniforme des Bulldogs de Mississippi State.

### Histoire
L'équipe de football américain des Bulldogs est très ancienne, puisqu'elle a été fondée en 1895 et joue dans le second plus ancien stade de football américain de première division, le Davis Wade Stadium, d'une capacité de 61 337 places. Malgré cette ancienneté, les Bulldogs ont un palmarès assez restreint puisqu'ils n'ont jamais remporté de titre national mais uniquement un titre de champion de conférence en 1941 et un titre de champion de division, celui de la Division SEC Ouest en 1998. Ils ont cependant disputé vingt-trois bowls universitaire et comptent treize victoires dont celle à l'occasion du prestigieux Orange Bowl 1941, le dernier bowl remporté étant le TaxSlayer Bowl 2017.
Ils ont produit 127 joueurs professionnels de NFL dont 11 premiers tours de draft[réf. nécessaire].
Leurs rivaux historiques sont leurs voisins et rivaux de conférence, particulièrement au sein de la Division Ouest. La plus ancienne rivalité concerne la rivalité d'état du Mississippi avec les Rebels d'Ole Miss contre qui ils jouent chaque année depuis 1901 à l'occasion du derby dénommé Egg Bowl. Leurs autres rivaux principaux sont les Tigers de LSU, les Crimson Tide de l'Alabama et les Wildcats du Kentucky.

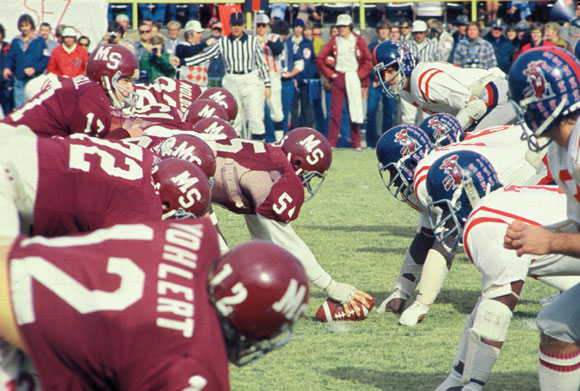
Le Egg Bowl en 1975 entre Ole Miss et Mississippi State.

Durant la saison 2014, les Bulldogs sont pour la première fois classés numéro un national par l'ensemble des instituts de classement, après leur victoire contre les Tigers d'Auburn, nourrissant des espoirs de participer aux premiers playoffs organisé par la NCAA en première division. Ils n'y parviendront cependant pas.

### Descriptif en début de saison 2023
(dernière mise à jour en fin de saison 2022)
- Couleurs :   (Marron et blanc)[1].

- Surnom : Bulldogs

- Dirigeants :
  - Directeur sportif : Zac Selmon (en)
  - Entraîneur principal : Zach Arnett (en), 1re saison, bilan : 1 - 0 - 0 (100,0 %)

- Stade :
  - Nom : Davis Wade Stadium
  - Capacité : 61 337
  - Surface de jeu : pelouse naturelle
  - Lieu : Starkville, Mississippi

- Conférence : Southeastern Conference , Division Ouest (Western Division)

- Internet :
  - Nom site Web : HailState.com
  - URL : https://hailstate.com

- Bilan des matchs :
  - Victoires : 589 (49,5 %)
  - Défaites : 602
  - Nuls : 39

- Bilan des Bowls : 
  - Victoires : 15 (57,7 %)
  - Défaites : 11

- College Football Playoff :
  - Apparitions : 0
  - Bilan : -
  - Apparitions en College Football Championship Game : 0

- Titres :
  - Titres nationaux : 0
  - Titres de la conférence : 1 (1941)
  - Titres de la division ouest : 1 (1998)

- Joueurs : 
  - Meilleures statistiques individuelles de l'histoire des Bulldogs (en).
  - Vainqueurs du Trophée Heisman : 0
  - Sélectionnés All-American : 2[2]

- Hymne : Hail State (en)

- Mascotte : un chien de race Bouledogue dénommé « Bully » (actuellement Bully XXI depuis 2015)

- Fanfare : Famous Maroon Band (en)

- Rivalités : 
  - Rebels  d'Ole Miss (Egg Bowl)
  - Tigers  de LSU (rivalité (en))
  - Crimson Tide de l'Alabama  (rivalité)

### Palmarès
(dernière mise à jour en fin de saison 2022)
- Champion national :

Mississippi State n'a jamais remporté de titre de champion de la nation.
- Champion de la Southeastern Conference :

L'équipe de 1941 termine la saison régulière avec un bilan de 8 victoires (dont celles contre Florida, Alabama, Auburn, et Ole Miss), d'1 nul (contre LSU) et 1 défaite (contre les Dukes de Duquesne). Ils sont sacrés champion de la SEC.
| Saison | Conférence | Entraîneur        | Bilan de saison | Bilan en conférence |
| 1941   | SEC        | Allyn McKeen (en) | 8–1–1           | 4–0–1               |
- Champion de Division Ouest de la SEC :

La SEC a été divisée en deux divisions depuis la saison 1992. Mississippi State se retrouve ainsi en Division Ouest.
En 1998, MSU termine la saison régulière en battant Alabama sur le score de 26 à 14, en battant Arkansas 22 à 21 et en battant Ole Miss 28 à 6. Ils comptabilisent ainsi 6 victoires pour 2 défaites tout comme Arkansas en match de conférence. En fonction de sa victoire contre Arkansas, c'est MSU qui est déclarée championne de la Division Ouest. MSU se qualifie pour la finale de conférence mais est battue par les Volunteers du Tennessee 14 à 24 au Georgia Dome. Ils jouent néanmoins le Cotton Bowl Classic 1999 à Dallas au Texas, mais sont battus 11 à 38 par les Longhorns du Texas.
| Saison | Division | Entraîneur      | Adversaire              | Résultat finale de conférence |
| 1998 † | SEC West | Jackie Sherrill | Volunteers du Tennessee | P, 14–24                      |
† Co-champions
- Bowls :

Mississippi State a participé à 24 bowls, en remportant 14 pour 10 défaites. Leurs plus belles victoires sont celles survenues lors de l'Orange Bowl 1941, le Liberty Bowl 1963, le Peach Bowl 1999 et le Gator Bowl 2011.
Mississippi State (dénommés à cette époque les Aggies de Mississippi A&M) joue son premier bowl à La Havane à Cuba contre l'équipe locale, le Havana Athletic Club, lors du Bacardi Bowl le 1er janvier 1912. Ils gagnent le match 12 à 0. Mississippi State ne comptabilise pas cette victoire dans ses statistiques,.
De 1999 à 2011, Mississippi State gagne 5 bowls de suite. La série se termine contre les Wildcats de Northwestern lors du Gator Bowl 2013. Les Bulldogs ont été éligibles pour participer à un bowl chaque année depuis la saison 2010, série toujours en cours de 8 matchs,,,,.
| Saison                            | Entraîneur          | Bowl                        | Adversaire                       | Résultat   |
| 1936                              | Ralph Sasse         | Orange Bowl 1937            | Dukes de Duquesne                | P, 12 – 13 |
| 1940                              | Allyn McKeen        | Orange Bowl 1941            | Hoyas de Georgetown              | G, 14 – 07 |
| 1963                              | Paul E. Davis       | Liberty Bowl 1963           | Wolfpack de North Carolina State | G, 16 – 12 |
| 1974                              | Bob Tyler           | Sun Bowl 1974               | Tar Heels de la Caroline du Nord | G, 26 – 24 |
| 1980                              | Emory Bellard       | Sun Bowl 1980               | Cornhuskers du Nebraska          | P, 17 – 31 |
| 1981                              | Emory Bellard       | Hall of Fame Classic 1981   | Jayhawks du Kansas               | G, 10 – 0  |
| 1991                              | Jackie Sherrill     | Liberty Bowl 1991           | Falcons de l'Air Force           | P, 15 – 38 |
| 1992                              | Jackie Sherrill     | Peach Bowl 1993             | Tar Heels de la Caroline du Nord | P, 17 – 21 |
| 1994                              | Jackie Sherrill     | Peach Bowl 1995             | Wolfpack de North Carolina State | P, 24 – 28 |
| 1998                              | Jackie Sherrill     | Cotton Bowl Classic 1999    | Longhorns du Texas               | P, 11 – 38 |
| 1999                              | Jackie Sherrill     | Peach Bowl 1999             | Tigers de Clemson                | G, 17 – 07 |
| 2000                              | Jackie Sherrill     | Independence Bowl 2000      | Aggies de Texas A&M              | G, 43 – 41 |
| 2007                              | Sylvester Croom     | Liberty Bowl 2007           | Knights de l'UCF                 | G, 10 – 03 |
| 2010                              | Dan Mullen          | Gator Bowl 2011             | Wolverines du Michigan           | G, 52 – 14 |
| 2011                              | Dan Mullen          | Music City Bowl 2011        | Demon Deacons de Wake Forest     | G, 23 – 17 |
| 2012                              | Dan Mullen          | Gator Bowl 2013             | Wildcats de Northwestern         | P, 20 – 34 |
| 2013                              | Dan Mullen          | Liberty Bowl 2013           | Owls de Rice                     | G, 44 – 07 |
| 2014                              | Dan Mullen          | Orange Bowl 2014 (décembre) | Yellow Jackets de Georgia Tech   | P, 34 – 49 |
| 2015                              | Dan Mullen          | Belk Bowl 2015              | Wolfpack de North Carolina State | G, 51 – 28 |
| 2016                              | Dan Mullen          | St. Petersburg Bowl 2016    | Redhawks de Miami (OH)           | G, 17 – 16 |
| 2017                              | Greg Knox (intérim) | TaxSlayer Bowl 2017         | Cardinals de Louisville          | G, 31 – 27 |
| 2018                              | Joe Moorhead        | Outback Bowl 2019           | Hawkeyes de l'Iowa               | P, 22 – 27 |
| 2019                              | Joe Moorhead        | Music City Bowl 2019        | Cardinals de Louisville          | P, 28 – 38 |
| 2020                              | Mike Leach          | Armed Forces Bowl 2020      | Golden Hurricane de Tulsa        | G, 28 – 26 |
| 2021                              | Mike Leach          | Liberty Bowl 2021           | Red Raiders de Texas Tech        | P, 07 – 34 |
| 2022                              | Zach Arnett         | ReliaQuest Bowl 2022        | Fighting Illini de l'Illinois    | G, 19 - 10 |
| Bilan : 14 victoires, 11 défaites |                     |                             |                                  |            |

### Rivalités
(dernière mise à jour en fin de saison 2018)
- Rebels d'ole Miss :

| N.M. | 1er            | Dernier                     | V. MSU | D. MSU | Nuls |
| ---- | -------------- | --------------------------- | ------ | ------ | ---- |
| 116  | 1901 (G, 17–0) | 28 novembre 2019 (G, 21–20) | 46     | 62     | 6    |
Le match de rivalité entre MSU et Ole Miss est dénommé (en anglais) Battle for the Golden Egg ou Egg Bowl.
La première édition a lieu en 1901 et le match est joué chaque année depuis 1915 à l'exception de l'édition de 1943 (annulée à cause de la Seconde Guerre mondiale). Cette série est la 10e plus longue ininterrompue des États-Unis.
C'est depuis 1927 que le trophée (The Golden Egg) est remis au vainqueur jusqu'à la prochaine rencontre.
Les matchs se sont déroulés à :
- Starkville, Mississippi (39)
- Oxford, Mississippi (37)
- Jackson, Mississippi (29)
- Tupelo, Mississippi (3)
- Greenwood (Mississippi), Mississippi (2)
- Clarksdale, Mississippi (1)
- Columbus, Mississippi (1).

- Tigers de LSU :

| N.M. | 1er                        | Dernier                      | V. MSU | D. MSU | Nuls |
| ---- | -------------------------- | ---------------------------- | ------ | ------ | ---- |
| 114  | 20 novembre 1896 (P, 52–0) | 25 septembre 2020 (G, 44-34) | 36     | 75†    | 3    |
† = Le match de la saison 1976 bien que gagné par MSU fut attribué par la NCAA à LSU à la suite d'infractions.
Ces deux équipes sont des membres fondateurs de la Conférence SEC et font également partie de la Division Ouest.
Cette rivalité aussi surnommée Cowbells vs Cajuns est la plus ancienne pour LSU (108 matchs fin 2017).
La victoire 34 à 29 le 20 septembre 2014 fut la première de MSU depuis 1999, leur première à Baton Rouge depuis 1991 et juste la 4e depuis 1985.
- Crimson Tide de l'Alabama :

| N.M. | 1er            | Dernier                    | V. MSU | D. MSU | Nuls |
| ---- | -------------- | -------------------------- | ------ | ------ | ---- |
| 104  | 1896 (P, 0–20) | 16 novembre 2019 (P, 7–38) | 18     | 82     | 3    |
La rivalité entre ces deux équipes est parfois dénommée 90 Mile Drive ou Battle for Highway 82, ces universités étant très proches géographiquement (séparées d'environ 145 km - 90 miles). Elles sont également toutes deux des membres fondateurs de la Conférence SEC et membre de la Division Ouest.
Le premier match entre ces deux équipes a eu lieu en 1896.

### Traditions

#### La cloche
Le symbole le plus inhabituel et certainement le plus retentissant de la tradition de Mississippi State est la cloche de vache dénommée en anglais Cowbell. Malgré des décennies de Malgré les tentatives des opposants et des autorités pour le bannir des lieux de compétition au cours des décennies, les fans inconditionnels de MSU célèbrent toujours les victoires des Bulldogs grâce au son distinctif de leurs cloches.
Son origine précise reste incertaine à ce jour. Les meilleures sources indiquent qu'elles ont été introduites progressivement vers la fin des années 1930 et au début des années 1940 ce qui coïncide à l'âge d'or de l'équipe de football américain des Bulldogs avant la Seconde Guerre mondiale.
Une légende assez populaire indique que lors d'un match de football à domicile entre MSU et son rival Ole Miss, une vache en maillot s'est retrouvée sur le terrain. Après avoir battu assez largement les Rebels, les étudiants de Mississippî State ont adopté la vache comme porte-bonheur. Les étudiants auraient continué à amener une vache aux matchs pendant un certain temps, jusqu'à ce que cette pratique soit finalement interrompue au profit de la cloche.
Quelle que soit l'origine de cette tradition, il est certain que dans les années 1950, les cloches étaient assez présentes lors des matchs des Bulldogs devenant dans les années 1960, le symbole spécial de Mississippi State. Ironiquement, sa popularité a augmenté au cours des longues années de disette au niveau des résultats de l'équipe.
Dans les années 1960, deux professeurs de MSU, Earl W. Terrell et Ralph L. Reeves, demandent aux étudiants de souder des poignées sur leurs cloches afin qu'il s puissent plus aisément les agiter. En 1963, la demande pour ce type de cloches ne peut être satisfaite uniquement par des ferronneries locales. Reeves suggère que l'association des étudiants achètent des cloches simples et que l'Industrial Education Club de l'université y soude les poignées. En 1964, la boutique de l'université commence à commercialiser ces cloches et une partie des bénéfices est reversée aux organisations estudiantines.
Aujourd'hui, de nombreux styles de cloches sont disponibles sur le campus et autour de Starkville, le haut de gamme étant un modèle lourd chromé avec une effigie de Bulldog. Preuve de la pérennité de cette tradition, ces modèles de cloche décorent les bureaux et les maisons des anciens élèves de Mississippi State et sont transmises de génération en génération.
Néanmoins, au début de l'année 1975, les instances de la conférence SEC vont adopter une règle contre les bruits artificiels lors des matchs rendant de facto l'utilisation des cloches illégale. Malgré divers recours, la règle perdure jusqu'au printemps 2010. Les douze universités membres de la SEC trouvent un compromis au sujet des bruits artificiels lors de ses matchs. Elles admettent que l'utilisation des cloches par l'Université d'État du Mississippi est une tradition respectable et modifient la précédente règle de la conférence. À l'automne 2010, les cloches sont à nouveau autorisées au Davis Wade Stadium pour la première fois depuis 36 ans, pour une période d'un an assortie de restrictions précises. En raison de l'adhésion notable des fans de MSU aux règles énoncées par la ligue, les cloches continueront d'être autorisées avec les restrictions en place. En 2012, la règle est rendue permanente par la SEC.

#### Le marron et le blanc
Le marron et le blanc sont Les deux couleurs distinctives des équipes sportives de l'université d'État du Mississippi sont le marron et le blanc (marron-white). Elles remontent à plus d'un siècle et au tout premier match de football américain jamais joué par les étudiants-athlètes de l'université.
Le 15 novembre 1895, la première équipe de football américain de Mississippi A&M se préparait pour un déplacement à Jackson dans le Tennessee, pour y affronter l'université Southern Baptist (actuellement appelée Union University (en)) le jour suivant. Étant donné que chaque université était censée avoir ses propres couleurs uniformes, le corps étudiant d'A & M a demandé à son équipe de choisir une combinaison appropriée.
Considérant faire de ce choix un honneur, l'équipe a laisse ce privilège à W.M. Matthews, capitaine de l'équipe. Les rapports de l'époque mentionnent que c'est sans hésitation que Matthews a choisi les couleurs « Maroon and White ».

## Basket-ball féminin
En demi-finales du tournoi final NCAA 2017, les Bulldogs mettent fin à la série de 111 victoires consécutives des Huskies du Connecticut en l'emportant 66 à 64 après prolongation.